# Comissão Nacional de Proteção de Dados
A Comissão Nacional de Proteção de Dados (sigla CNPD) é uma entidade administrativa independente portuguesa com poderes de autoridade, que funciona junto da Assembleia da República Portuguesa, cuja função é o controlo e a fiscalização do processamento de dados pessoais, em rigoroso respeito pelos direitos do homem e pelas liberdades e garantias consagradas na Constituição e na Lei.
Com o elevado número de instituições a ter acesso a dados pessoais dos clientes, a CNPD foi criada para garantir que as instituições não invadam a privacidade dos titulares dos dados, certificando-se que apenas utilizam os dados para a finalidade da recolha. Como tal, qualquer empresa que utiliza ou cria um sistema de informação deve, primeiro que tudo, apresentar o sistema perante esta comissão, para a sua aprovação. 

## Regime Jurídico
A Lei de Organização e Funcionamento da Comissão Nacional de Proteção de Dados, que regula a organização e o funcionamento da Comissão Nacional de Proteção de Dados (CNPD), bem como o estatuto pessoal dos seus membros foi publicada em Diário da República n.º 194/2004, Série I-A de 2004-08-18, na Lei n.º 43/2004. Foi alterada pela Lei n.º 55-A/2010, que alterou o artigo 20.º e pela Lei nº58/2019, que revogou o n.º 3 do artigo 15.º e o n.º 2 do artigo 17.º. 